# Bziny
Bziny(węg. Bzini lub Bezine) – wieś (obec) w powiecie Dolny Kubin w kraju żylińskim na Słowacji. Na koniec 2018 roku zamieszkiwało ją 575 osób.
Leży w obszarze Pogórza Orawskiego, na lewym brzegu rzeki Orawy, w historycznym regionie Orawa, niespełna 3 km (w linii prostej) na północny wschód od Dolnego Kubina. Obszar katastralny wsi o powierzchni 5,84 km² rozciąga się w zakresie 480–801 m n.p.m., jej centrum leży na wysokości 502 m n.p.m.
W miejscowości jest przystanek kolejowy Bziny.

## Historia
Wieś założył w 1345 r. Detrik Bubek, a w następnych stuleciach dosiedlili ją osadnicy wołoscy. Nazwa pochodzi od rośliny – czarnego bzu, który kiedyś rósł tu w wielkiej ilości. Z biegiem czasu nazwa ta występowała w formach Bzina (1345), Bozina (1348), Bzinii (1420), Bzina Sedlacka i Bzina Valaska (1625), Bzine (1786), Bzini (1863). Była wsią należącą do „państwa” feudalnego z siedzibą na Zamku Orawskim. Choć dzieliła się na część siedlaczą i wołoską, w XVI w. zaliczana była do wsi wołoskich. Władzę sprawowali w niej wybierani sołtysi.
Częściowo opustoszała w XVII w. w czasie tzw. powstań kuruców, ale w 1778 r. miała znów 311 mieszkańców, zaś w roku 1828 84 domy i 599 mieszkańców. Zajmowali się oni rolnictwem, kamieniarstwem oraz wyrobem przedmiotów użytku domowego i gospodarskiego z drewna. Włączona po II wojnie światowej w granice administracyjne Dolnego Kubina, od 1993 r. jest ponownie samodzielną jednostką administracyjną.